# Discografia de Joelma
A discografia de Joelma, uma cantora brasileira, compreende em um álbum de estúdio, seis álbuns ao vivo, duas compilações, cinco extended plays (EPs), 29 singles (incluindo nove como artista convidada) e seis singles promocionais. Em 1999, Joelma formou com o guitarrista Ximbinha, seu então marido, a Banda Calypso. A banda se desfez em 2015, com o divórcio do casal, e Joelma começou a trabalhar em seu álbum de estreia em carreira solo. Em 2016, ela lançou o autointitulado Joelma, que teve como carro-chefe a canção "Voando pro Pará" e atingiu a segunda posição na parada de álbuns da Pro-Música Brasil (PMB). Em 2017, lançou seu primeiro álbum ao vivo, Avante, que foi certificado com ouro pela PMB. Em 2020, foi lançado seu segundo registro ao vivo, 25 Anos. Em 2022, lançou seu terceiro álbum ao vivo, Isso É Calypso na Amazônia.
Ao longo de sua carreira, Joelma vendeu mais de 20 milhões de álbuns e se tornou uma das recordistas em vendas de discos no Brasil.
Em outubro de 2022, Joelma anunciou seu mais novo projeto audiovisual: Isso é Calypso Tour: Brasil, uma forma de resgatar repertórios clássicos e figurinos nostálgicos para fãs da nova geração. A primeira gravação do projeto aconteceu em 03 de dezembro de 2022, no Classic Hall, em Recife - PE, reunindo um público de cerca de oito mil pessoas. 
A segunda gravação do projeto aconteceu em 14 de abril de 2023, no Centro de Tradições Nordestinas (CTN), em São Paulo, para um público de 15 mil pessoas.
A terceira gravação do projeto aconteceu em 24 de novembro de 2023, no Estádio do Mangueirão, em Belém do Pará, para um público de aproximadamente 20 mil pessoas. 
Em 13 de setembro de 2024 Joelma gravou seu primeiro projeto internacional em carreira solo, o "Isso é Calypso Portugal: Uma Noite Amazônica", no Coliseu dos Recreios, em Lisboa. 
Após uma pausa no projeto "Tour Brasil", em 10 de janeiro de 2025 Joelma gravou a quarta etapa do audiovisual na Praça do Papa, em Vitória - ES. 
Em 13 de julho de 2025, Joelma anunciou a continuidade do projeto, e gravará a quinta etapa do audiovisual na Granja do Torto, em Brasília - DF, no dia 18 de outubro de 2025. 

## Álbuns

### Álbuns de estúdio
| Álbum  | Detalhes                                                                                               | Melhores posições |
| Álbum  | Detalhes                                                                                               | BRA               |
| ------ | --- | ----------------- |
| Joelma | - Lançamento: 29 de abril de 2016 - Formato(s): CD, download digital, streaming - Gravadora: Universal | 2                 |

### Álbuns ao vivo
| Álbum                                            | Detalhes | Vendas     | Certificações |
| ------------------------------------------------ | --- | ---------- | ------------- |
| Avante                                           | - Lançamento: 28 de abril de 2017 - Formato(s): CD, DVD, download digital, streaming - Gravadora: Universal     | - : 40.000 | - PMB: Ouro   |
| 25 Anos                                          | - Lançamento: 24 de julho de 2020 - Formato(s): CD, DVD, download digital, streaming - Gravadora: Midas         |            |               |
| Isso É Calypso na Amazônia                       | - Lançamento: 15 de agosto de 2022 - Formato(s): CD, DVD, download digital, streaming - Gravadora: Independente |            |               |
| Isso É Calypso Tour Brasil: Ao Vivo em Recife    | - Lançamento: 28 de março de 2024 - Formato(s): Download digital, streaming - Gravadora: Independente           |            |               |
| Isso É Calypso Tour Brasil: Ao Vivo em São Paulo | - Lançamento: 5 de abril de 2024 - Formato(s): Download digital, streaming - Gravadora: Independente            |            |               |
| Isso É Calypso Tour Brasil: Ao Vivo em Belém     | - Lançamento: 30 de dezembro de 2024 - Formato(s): Download digital, streaming - Gravadora: Independente        |            |               |
| Isso é Calypso Portugal: uma noite Amazônica     | - Lançamento: 22 de agosto de 2025 - Formato(s): Download digital, streaming - Gravadora: Independente          |            |               |

### Compilações
| Álbum                  | Detalhes                                                                                              |
| ---------------------- | --- |
| Agradeço Esse Amor!    | - Lançamento: 2019 - Formato(s): CD - Gravadora: Independente                                         |
| Eu Vou Tomar um Tacacá | - Lançamento: 16 de dezembro de 2023 - Formato(s): Download digital, streaming - Gravadora: Universal |

### Extended plays(EPs)
| Álbum                 | Detalhes |
| --------------------- | --- |
| Assunto Delicado      | - Lançamento: 30 de setembro de 2016 - Formato(s): Download digital, streaming - Gravadora: Universal            |
| Minhas Origens        | - Lançamento: 27 de setembro de 2019 - Formato(s): Download digital, streaming - Gravadora: Independente         |
| Bateu Saudade         | - Lançamento: 30 de janeiro de 2021 - Formato(s): CD, DVD, download digital, streaming - Gravadora: Independente |
| Isso É Calypso (EP 1) | - Lançamento: 13 de março de 2022 - Formato(s): Download digital, streaming - Gravadora: Independente            |
| Isso É Calypso (EP 2) | - Lançamento: 7 de abril de 2022 - Formato(s): Download digital, streaming - Gravadora: Independente             |

## Singles

### Como artista principal
| Canção                                     | Ano  | Melhores posições | Certificações  | Álbum                         |
| Canção                                     | Ano  | BRA Forró         | Certificações  | Álbum                         |
| ------------------------------------------ | ---- | ----------------- | -------------- | ----------------------------- |
| "Voando pro Pará"                          | 2015 | 2                 | - PMB: Ouro    | Joelma                        |
| "Ai Coração"                               | 2016 |                   |                | Joelma                        |
| "Não Teve Amor"                            | 2016 |                   | - PMB: Platina | Joelma                        |
| "Amor Novo" (part. Ivete Sangalo)          | 2017 |                   |                | Avante                        |
| "Chora Não Coração"                        | 2017 |                   |                | Avante                        |
| "Mulher Não Chora" (part. Solange Almeida) | 2017 |                   |                | Avante                        |
| "Perdeu a Razão" (part. Marília Mendonça)  | 2018 |                   |                | Não adicionado à nenhum álbum |
| "Se Vira Aí" (part. Zé Felipe)             | 2018 |                   | - PMB: Ouro    | Não adicionado à nenhum álbum |
| "18 Quilates"                              | 2018 |                   |                | Não adicionado à nenhum álbum |
| "Ai Baby"                                  | 2019 |                   |                | Não adicionado à nenhum álbum |
| "Botar pra Chorar"                         | 2020 |                   |                | Não adicionado à nenhum álbum |
| "Cupim de Coração"                         | 2020 |                   |                | 25 Anos                       |
| "Coração Vencedor"                         | 2021 |                   |                | Não adicionado à nenhum álbum |
| "Sim"                                      | 2021 |                   |                | Não adicionado à nenhum álbum |
| "Rei da Festa"                             | 2022 |                   |                | Isso É Calypso na Amazônia    |
| "Dançando e Beijando"                      | 2023 |                   |                | Não adicionado à nenhum álbum |
| "Aquele Alguém (Beat Melody)"              | 2023 |                   |                | Não adicionado à nenhum álbum |
| "Respingo de Saudade"                      | 2024 |                   |                | Não adicionado à nenhum álbum |
| "Lua dos Apaixonados"                      | 2025 |                   |                | Não adicionado à nenhum álbum |
| "Só Like" (part. Vingadores do Brega)      | 2025 |                   |                |                               |

### Como artista convidada
| Canção | Ano  | Álbum                         |
| --- | ---- | ----------------------------- |
| "Amor de Fã" (Priscila Senna e Banda Musa part. Joelma)                                                                              | 2015 | Não adicionado à nenhum álbum |
| "O Amor Tudo Suporta" (Daniel Diau part. Joelma)                                                                                     | 2017 | A História Continua...        |
| "Homem É Tudo Igual" (Solange Almeida part. Joelma)                                                                                  | 2017 | Sentimento de Mulher          |
| "Olhar Carente" (Aduílio Mendes part. Joelma)                                                                                        | 2017 | Promocional 2017              |
| "Cruzando Raios" (Orlando Morais part. Joelma)                                                                                       | 2017 | Não adicionado à nenhum álbum |
| "Se Eu Adorar" (Raquel Pereira part. Joelma e Rose Nascimento)                                                                       | 2019 | Se Eu Adorar                  |
| "Rainha da Festa" (Banda Play 7 part. Joelma)                                                                                        | 2022 | Não adicionado à nenhum álbum |
| "Meu Riacho" (Eliane part. Joelma)                                                                                                   | 2023 | Um Brinde à Rainha            |
| "Amor ou Paixão" (Eliane part. Joelma, Solange Almeida, Walkyria Santos, Dorgival Dantas, Taty Girl, Mari Fernandez, Naiara Azevedo) | 2023 | Um Brinde à Rainha            |
| "Desejos" (Raphaela Santos part. Joelma)                                                                                             | 2025 | Chama no Bregão               |

### Singlespromocionais
| Canção                                                  | Ano  | Álbum                         |
| ------------------------------------------------------- | ---- | ----------------------------- |
| "Debaixo do Mesmo Céu"                                  | 2016 | Joelma                        |
| "Me Chame de Amendoim"                                  | 2021 | Não adicionado à nenhum álbum |
| "Meu Amor Chegou"                                       | 2021 | Não adicionado à nenhum álbum |
| "Amor no Silêncio"                                      | 2022 | Não adicionado à nenhum álbum |
| "Saudade de Nós Dois"                                   | 2023 | Não adicionado à nenhum álbum |
| "Onde Tem Show, Tem Multishow" (com Xamã e Leo Santana) | 2024 | Não adicionado à nenhum álbum |

## Vídeos musicais
| Título                 | Ano  | Outro(s) artista(s) creditado(s) | Diretor(es)                                        | Ref.   |
| ---------------------- | ---- | -------------------------------- | -------------------------------------------------- | ------ |
| "Não Teve Amor"        | 2016 | Nenhum                           | Ricardo Santos                                     | [ 35 ] |
| "Debaixo do Mesmo Céu" | 2016 | Nenhum                           | Ricardo Santos                                     | [ 36 ] |
| "Pa'lante"             | 2016 | Nenhum                           | Ricardo Santos                                     | [ 37 ] |
| "Perdeu a Razão"       | 2018 | Marília Mendonça                 | Bruno Fioravanti                                   | [ 38 ] |
| "Se Vira Aí"           | 2018 | Zé Felipe                        | Bruno Fioravanti                                   | [ 39 ] |
| "18 Quilates"          | 2018 | Nenhum                           | Bruno Fioravanti                                   | [ 40 ] |
| "Ai Baby"              | 2019 | Nenhum                           | Bruno Fioravanti                                   | [ 41 ] |
| "Eclipse de Amor"      | 2019 | Nenhum                           | Leo Platô                                          | [ 42 ] |
| "Cupim de Coração"     | 2019 | Nenhum                           |                                                    | [ 43 ] |
| "Botar pra Chorar"     | 2020 | Nenhum                           | Vinicius Oliveira, Kenny Kanashiro e Ana Ceribelli | [ 44 ] |
| "Coração Vencedor"     | 2021 | Nenhum                           | Ricardo Lago e Joelma                              | [ 45 ] |
| "Me Chame de Amendoim" | 2021 | Nenhum                           | Lipp Sant'angelo                                   | [ 32 ] |
| "Sim"                  | 2021 | Nenhum                           | Ricardo Lago e Joelma                              | [ 46 ] |
| "Meu Amor Chegou"      | 2021 | Nenhum                           | Ágatha Santos e Joelma                             | [ 47 ] |
| "Amor no Silêncio"     | 2022 | Nenhum                           | Ricardo Lago e Joelma                              | [ 48 ] |
| "Respingo de Saudade"  | 2024 | Nenhum                           | Ricardo Lago e Joelma                              |        |
| "Só Like"              | 2025 | Vingadores do Brega              | Ricardo Lago e Joelma                              | [ 49 ] |

| Título                                 | Ano  | Artista principal | Diretor(es)    | Ref.   |
| -------------------------------------- | ---- | ----------------- | -------------- | ------ |
| "O Amor Tudo Suporta"                  | 2017 | Daniel Diau       |                | [ 21 ] |
| "Olhar Carente"                        | 2017 | Aduílio Mendes    |                | [ 25 ] |
| "Cruzando Raios"                       | 2017 | Orlando Morais    | Marcio Darocha | [ 26 ] |
| "Se Eu Adorar" (part. Rose Nascimento) | 2019 | Raquel Pereira    |                | [ 27 ] |